# Magellanskarv
Magellanskarv (Leucocarbo magellanicus) är en sydamerikansk fågel i familjen skarvar inom ordningen sulfåglar.

## Utseende
Magellanskarven är en medelstor (66 cm) skarv med mörk ovansida, huvud och bröst och vitt på resten av undersidan, med röd ansiktshud, svart näbb och svarta lår. Under häckningstid är det mörka i fjäderdräkten svart med grön eller violett glans. Den har vidare vita örontofsar och vita tråddun på undersidan. Vintertid är den brunare ovan och har varierande mängd vitt på haka, strupe och hals. Unga fåglar är även de brun- och vitaktiga. De skiljs från amazonskarven på slankare kropp, mindre huvud och smalare hals samt röd ansiktshud och mörk näbb.

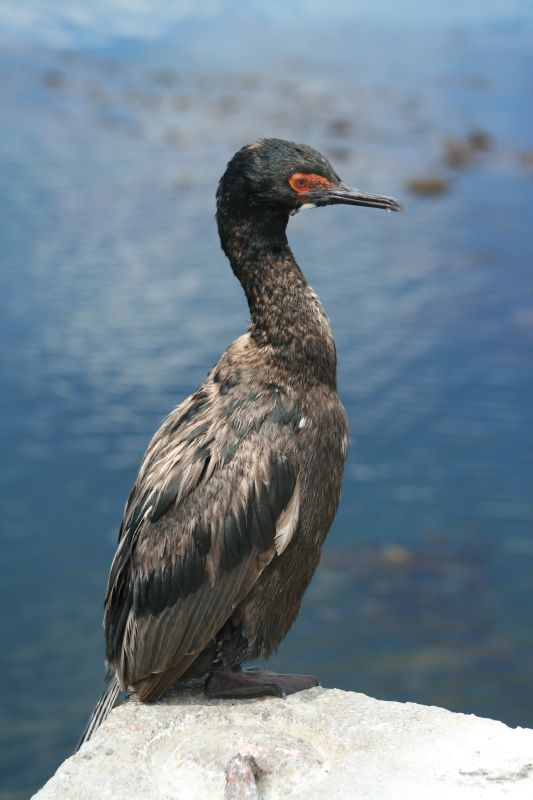
Ungfågel.

## Utbredning och systematik
Magellanskarven häckar längs kusten i södra Sydamerika, från 37°S i Chile och norrut till 50°S i Argentina, inklusive Falklandsöarna. Efter häckning sprider den sig norrut till 33°S i Chile och 35°S i Uruguay. Arten behandlas som monotypisk, det vill säga att den inte delas in i några underarter.

### Släktestillhörighet
Magellanskarv placerades tidigare traditionellt i släktet Phalacrocorax. Efter genetiska studier som visar på att Phalacrocorax består av relativt gamla utvecklingslinjer har det delats upp i flera mindre, varvid magellanskarven med släktingar lyfts ut till släktet Leucocarbo.

### Skarvarnas släktskap
Skarvarnas taxonomi har varit omdiskuterad. Traditionellt har de placerats gruppen i ordningen pelikanfåglar (Pelecaniformes) men de har även placerats i ordningen storkfåglar (Ciconiiformes). Molekulära och morfologiska studier har dock visat att ordningen pelikanfåglar är parafyletisk. Därför har skarvarna flyttats till den nya ordningen sulfåglar (Suliformes) tillsammans med fregattfåglar, sulor och ormhalsfåglar.

## Levnadssätt
Magellanskarven hittas vid havskuster där den häckar i små kolonier på klippor mellan oktober och december. Den är sällskaplig året runt.

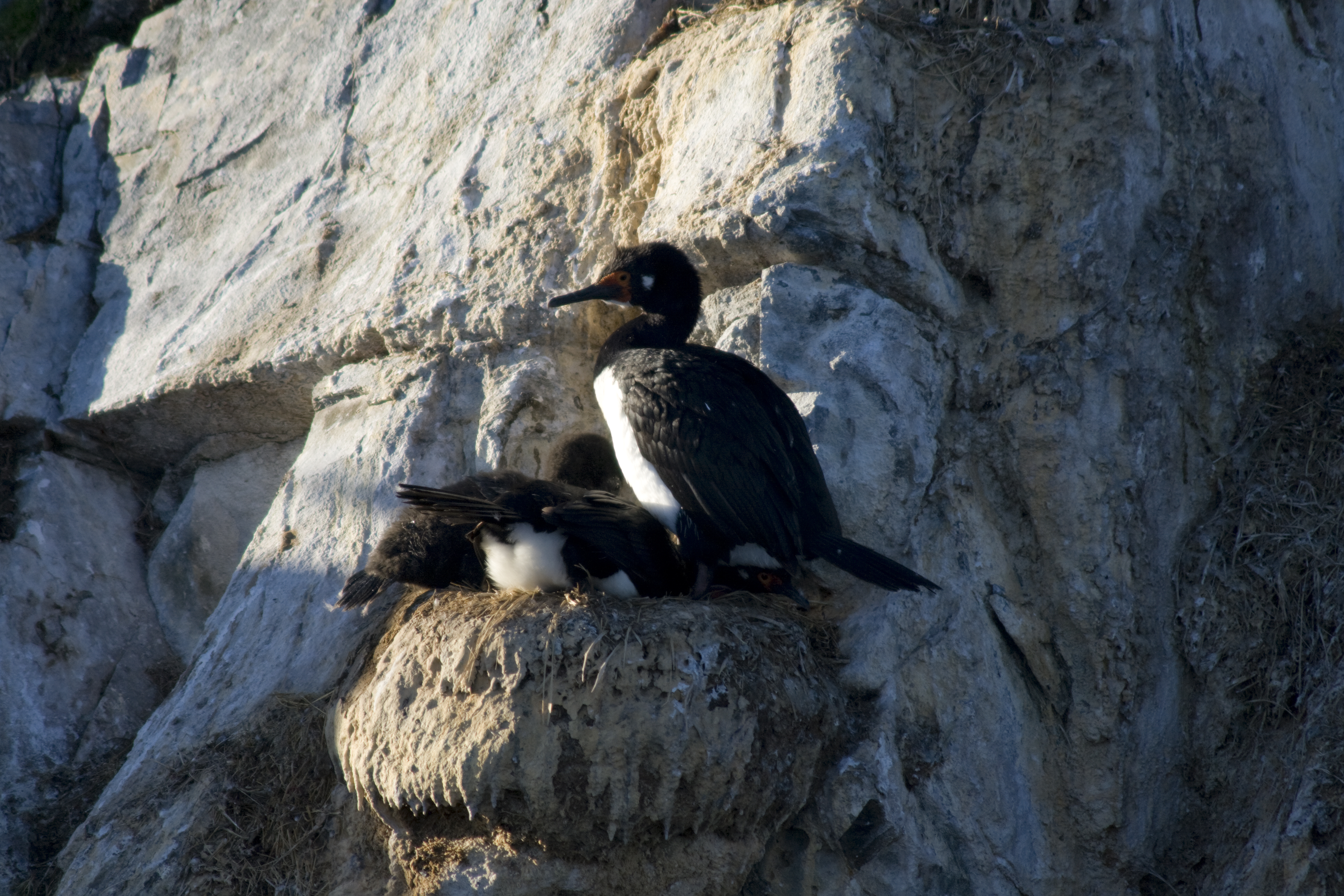
Bo av magellanskarv.

## Status och hot
Artens population har inte uppskattats och dess populationstrend är okänd, men utbredningsområdet är relativt stort. Internationella naturvårdsunionen IUCN anser inte att den är hotad och placerar den därför i kategorin livskraftig.